# Кондрево (Ярославская область)
Кондрево — деревня в Некрасовском районе Ярославской области. Входит в состав сельского поселения Красный Профинтерн.

## География
Находится в восточной части Ярославской области на расстоянии приблизительно 21 км на север-северо-запад по прямой от административного центра района поселка Некрасовское в левобережной части района.

## История
В 1859 году здесь (деревня Ярославского уезда Ярославской губернии) было учтено 18 дворов.

## Население
Численность населения: 94 человека (1859 год), 90 (русские 96 %) в 2002 году, 65 в 2010.